# Kalcerrytus kikkri
Kalcerrytus kikkri là một loài nhện trong họ Salticidae.
Loài này thuộc chi Kalcerrytus. Kalcerrytus kikkri được María Elena Galiano miêu tả năm 2000.